# Cremnosterna alboplagiata
Cremnosterna alboplagiata är en skalbaggsart som beskrevs av Stefan von Breuning 1935. Cremnosterna alboplagiata ingår i släktet Cremnosterna och familjen långhorningar. Inga underarter finns listade i Catalogue of Life.